# Copaifera mildbraedii
Copaifera mildbraedii är en ärtväxtart som beskrevs av Hermann August Theodor Harms. Copaifera mildbraedii ingår i släktet Copaifera, och familjen ärtväxter. Inga underarter finns listade i Catalogue of Life.